# Alfred Marchionini

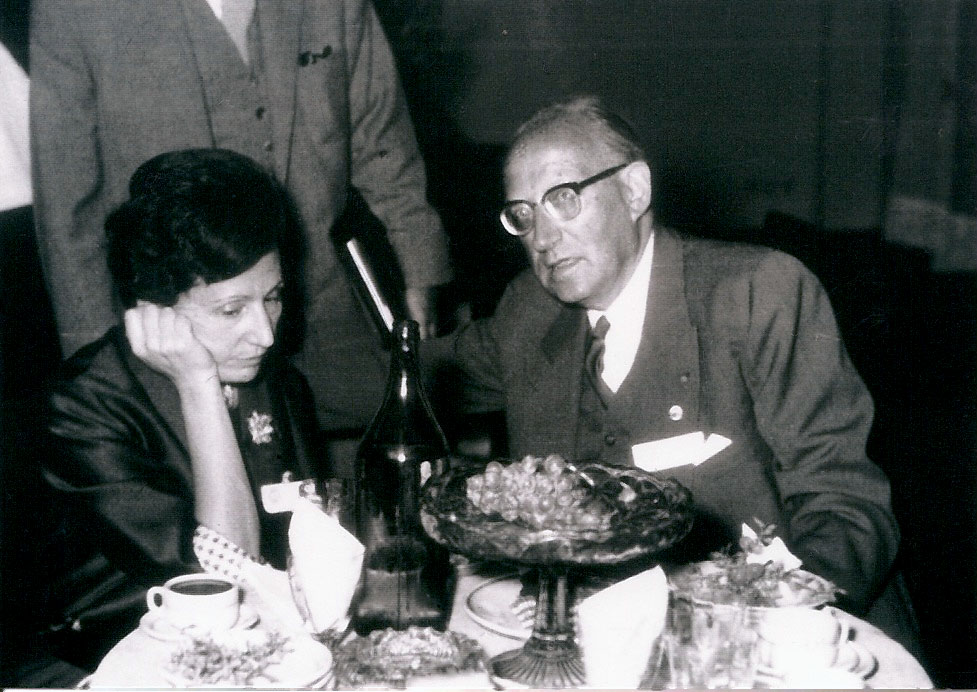
Alfred Marchionini und Stefania Jabłońska

Alfred Marchionini (* 12. Januar 1899 in Königsberg; † 6. April 1965 in München) war ein deutscher Dermatologe (Hautarzt) und Hochschullehrer, ab 1950 Lehrstuhlinhaber in München und Leiter der dortigen Dermatologischen Universitäts-Klinik und Poliklinik.

## Ausbildung
Marchionini studierte Medizin in Königsberg, Leipzig und Freiburg, wo er 1922 mit seiner Dissertation Die kausalgenetische Betrachtungsweise in ihrer Stellung zum Kausalitätsproblem promoviert wurde. Die Approbation als Arzt erhielt er 1923. Anschließend erfolgte bis 1924 in Leipzig seine klinische Ausbildung in Allgemeinmedizin und Kinderheilkunde. Am Leipziger Physikalisch-Chemischen Institut, am Heidelberger Krebsinstitut und an der Physikalisch-Chemischen Abteilung der Kieler Medizinischen Klinik bildete er sich bis 1927 weiter. Danach begann er in Freiburg mit seiner Ausbildung in Dermatologie an der Universitäts-Hautklinik der Universität Freiburg, wo er sich 1928 habilitierte und 1934 zum außerplanmäßigen Professor für Dermatologie ernannt wurde.

## Wirken
Schwerpunkt seines medizinischen Schaffens waren Hauttuberkulose und Hautallergien. Den Zusammenhang von Psyche und Soma bei Dermatosen erarbeitete er gemeinsam mit der Nervenärztin Mathilde („Tilde“) Soetbeer (Schülerin von Alfred Hoche), die er 1931 heiratete. Obwohl Marchionini 1934 zum außerplanmäßigen Professor ernannt worden war, wählte er – dem wachsenden politischen Druck des nationalsozialistischen Regimes ausweichend – 1938 das Exil in der Türkei; er nahm den Ruf Kemal Atatürks nach Ankara als Direktor des Staatlichen Musterkrankenhauses Numune Hastanesi an. Seine Frau hatte bereits wegen einer nichtarischen Großmutter ihre Praxis schließen müssen. Insbesondere bereiste Marchionini weite Teile des ländlichen Anatoliens und fotografierte das Dorfleben. Gemeinsam mit Max Meyer war er einer der konsultierten Ärzte in Ankara, als Atatürk erkrankte.
Er kehrte erst nach Ende des Zweiten Weltkriegs wieder nach Deutschland zurück und war ab 1950 der Nachfolger Leo von Zumbuschs als Leiter der Klinik für Haut- und Geschlechtskrankheiten in München, die heute als Klinik Thalkirchner Straße bekannt ist. Zuvor, in den Jahren 1948 bis 1950, hatte Marchionini an der Universität Hamburg gelehrt. Marchionini trug durch seine medizinischen Leistungen und durch den Wiederaufbau der Deutschen dermatologischen Gesellschaft, deren Präsident er später war, zur Wiedereingliederung der deutschen Dermatologen in die internationalen Reihen wesentlich bei. 1950 gründete er die von ihm herausgegebene Zeitschrift Der Hautarzt. Auf Anregung von Marchionini wurde 1951 auch die Totengedenkfeier für den von den Nationalsozialisten 1933 abgesetzten von Zumbusch abgehalten, die als Grundstein der seit 1955 jährlich abgehaltenen Leo-von-Zumbusch-Gedächtnisvorlesungen für namhafte Dermatologen aus dem In- und Ausland gilt. Vom 1. Oktober 1954 bis 31. August 1955 war Marchionini Rektor der Ludwig-Maximilians-Universität München.
Im Jahr 1957 wurde Marchionini zum Mitglied der Leopoldina gewählt. Von 1959 bis 1965 war er Mitglied im Beirat der Friedrich-Naumann-Stiftung. Zudem gehörte Marchionini dem Kuratorium der 1959 gegründeten Deutsch-Israelischen Studiengruppe München an.
Die Leitung der Klinik übernahm nach Marchioninis Tod Otto Braun-Falco, der ab 1967 auch den Lehrstuhl nachbesetzte.

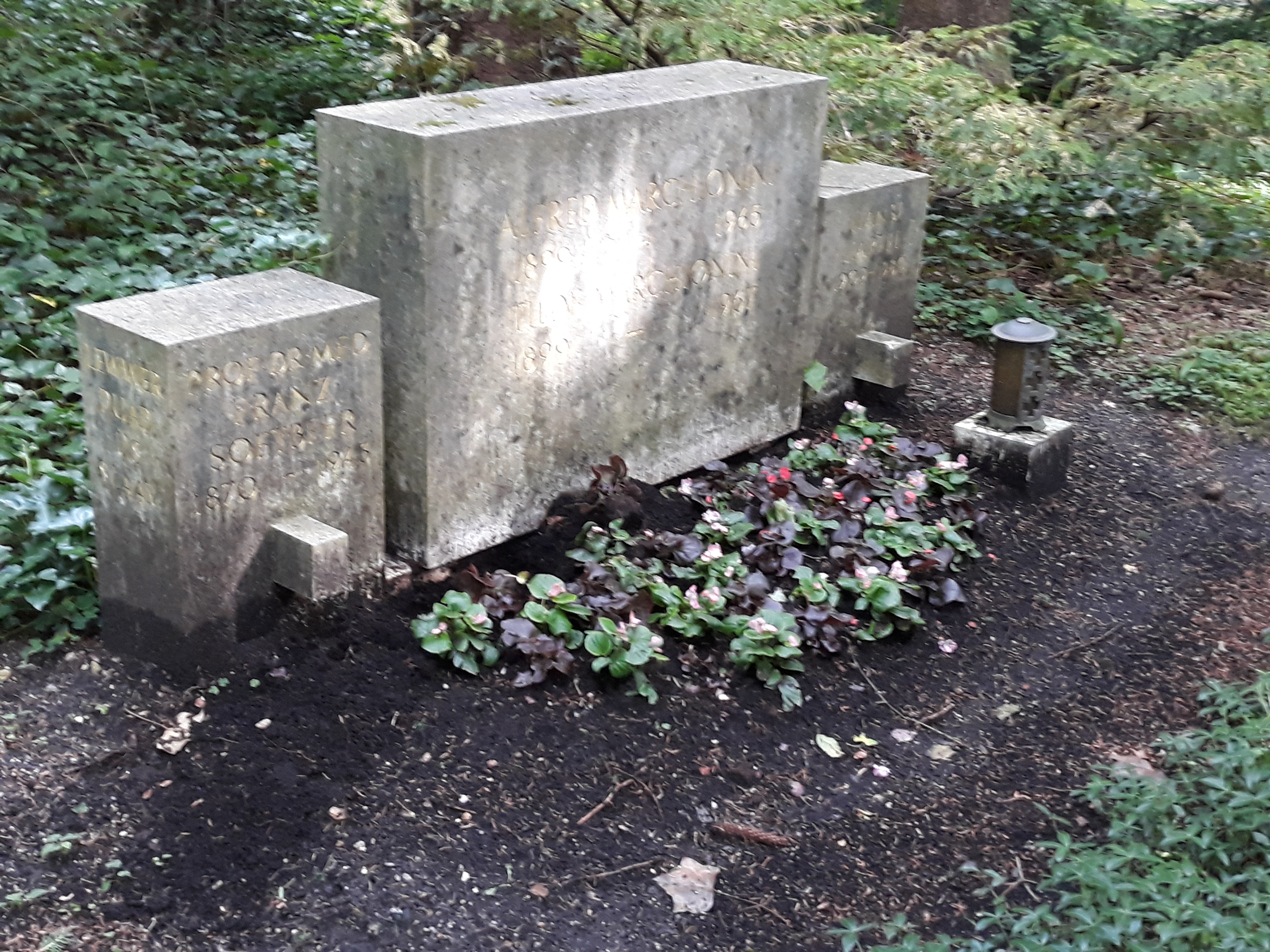
Das Grab von Alfred Marchionini und seiner Ehefrau Mathilde ("Tilde") geborene Soetbeer auf dem Waldfriedhof (München)

## Grabstätte
Alfred Marchionini ist im alten Teil des Münchner Waldfriedhofs begraben (Grab Nr. 105-W-6).

## Namensgeber für Straße
Das heutige Klinikum der Universität München – Campus Großhadern liegt an der 1967 nach Marchionini benannten Marchioninistraße. Sie liegt im Stadtteil Großhadern (Stadtbezirk 20 – Hadern) Lage.

## Veröffentlichungen (Auswahl)
- mit Hans Götz: Penicillinbehandlung der Hautkrankheiten. Springer-Verlag, Berlin 1951.
- mit Hans Götz: Neuere Erfahrungen mit der antibiotischen Behandlung der Hautkrankheiten (Aureomycin, Chloromycetin, Terramycin). In: Münchener Medizinische Wochenschrift. Band 95, Nr. 1, 2. Januar 1953, S. 71–74.